# Рина Баљај
Рина Баљај (алб. Rina Balaj; Пећ, 27. јануар 1999), позната и само као Рина, албанска је реперка и певачица са Косова и Метохије.

## Биографија
Рођена је 27. јануара 1999. године у албанској породици у Пећи, а одрасла је у Истоку. Са 16 година, била је на аудицији за четврту сезону X Factor, али без успеха. Од 2019. у вези је са репером Sin Boy.

## Дискографија
Студијски албуми
- (2020)
- (2021)